# 荷兰工人党（建设组织）
荷兰工人党（建设组织）（荷蘭語：Arbeiderspartij van Nederland (opbouworganisatie)，缩写为APN(o)）是荷兰的一个已不存在的共产主义政党。随着中阿决裂的发生，1980年，共产主义工人组织（马列）内部围绕是否继续支持毛泽东的三个世界理论发生严重分歧，反对三个世界理论的一派退出组织并建立了荷兰工人党（建设组织）。该党追随阿尔巴尼亚劳动党的政治路线，奉行霍查主义。